# Matthew Rosseinsky
Matthew Jonathan Rosseinsky est professeur de chimie inorganique à l'Université de Liverpool. Il reçoit la médaille Hughes en 2011 "pour ses découvertes influentes dans la chimie synthétique des matériaux électroniques à l'état solide et des nouvelles structures microporeuses".

## Biographie
Il reçoit le Harrison Memorial Prize (1991), la médaille Corday-Morgan  et le prix (2000) et le Tilden Lectureship (2006)  de la Royal Society of Chemistry (RSC). En 2009, il reçoit le premier prix De Gennes de la RSC, un prix pour l'ensemble de ses réalisations en chimie des matériaux, ouvert à l'international. En 2013, il est devenu professeur de recherche de la Royal Society.
En 2017, il reçoit la médaille Davy de la Royal Society pour "ses avancées dans la conception et la découverte de matériaux fonctionnels, intégrant le développement de nouvelles techniques expérimentales et informatiques". Il donne les conférences Muetterties à l'Université de Californie à Berkeley et les conférences Lee à l'université de Chicago en 2017.
Il est membre du conseil de direction des matériaux avancés du ministre des Sciences de 2014 à 2016 et du conseil d'administration du conseil de recherche en génie et en sciences physiques de 2015 à 2019.